# Menorah
La menorah (chandelier à 7 branches) ne doit pas être confondue avec la hanoukkia (chandelier à 8 branches +1)

Illustration de la vision de Zacharie : la menorah et les deux oliviers.

La menorah (en hébreu : מְּנוֹרָה, API : [menoˈʁa]) est le chandelier (ou candélabre, autre acception conventionnelle) à sept branches des Hébreux, dont la construction fut prescrite dans le Livre de l'Exode, chapitre 25, versets 31 à 40, pour devenir un des objets cultuels du Tabernacle et plus tard du temple de Jérusalem. 
C’est le plus ancien symbole du judaïsme, mais également le plus important, bien avant l’étoile de David apparue tardivement.
La menorah est reproduite dans de nombreuses synagogues anciennes et sur toutes sortes d'objets. Celle du temple de Jérusalem apparaît sur une frise sculptée de l'arc de Titus à Rome. 
Depuis 1949 la menorah figure au centre des armoiries de l’État d’Israël et apparaît sur tous ses documents officiels.

## À propos du nom
Ce mot « menorah » est constitué du préfixe « me- » indiquant la provenance d'une chose, associé à la racine hébraïque -norah, -nourah, de nour, nor (flamme) au féminin. MeNoRah signifie donc « de la flamme », « qui provient de la flamme » ; cette flamme, selon la Kabbale, n'est autre que la Shekhina ou « présence de Dieu ».
Le pluriel de menorah (nom féminin) est menoroth.

## Description

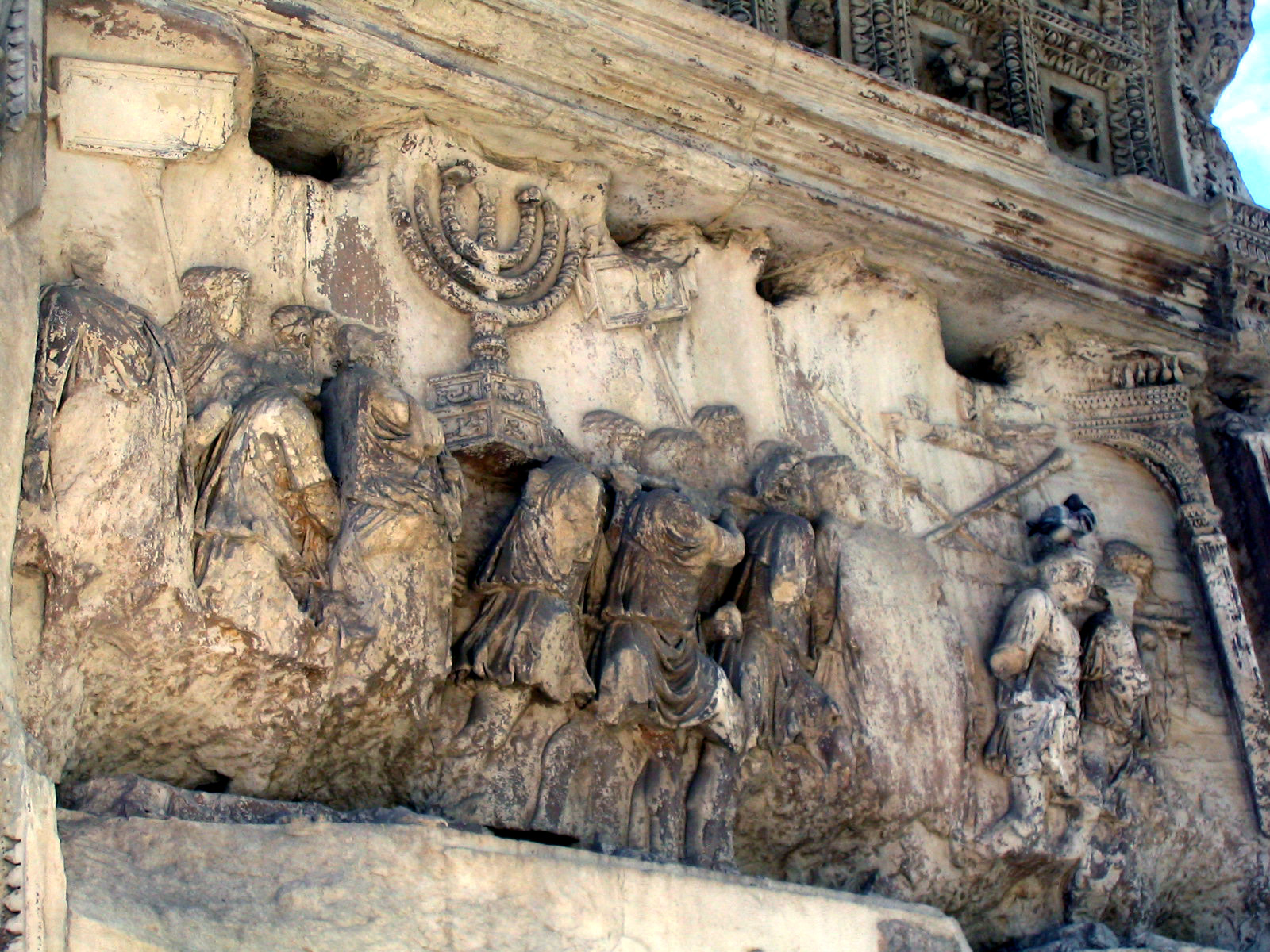
Arc de triomphe de Titus, exhibition du butin : la menorah et les trompettes du temple de Jérusalem, 81 apr. J.-C.

La forme de la menorah, telle qu'elle est représentée sur l'Arc de Titus, ou encore sur la mosaïque de la synagogue « Shalom Al Yisrael » de Jéricho, est inspirée d'une variété de sauge, plante très aromatique de la famille de la menthe qui pousse en Judée, Salvia palaestina, appelée aussi « sauge d'Israël ». La description biblique qui se trouve dans l'Exode, utilise des termes botaniques tels que : branches, fleurs, pétales, calices… On remarquera à ce sujet que la sauge se dit « marva » en hébreu et « moriah » en araméen, qui est également le nom du mont du Temple, et le lieu du sacrifice d'Isaac. Selon certaines interprétations, le mot « Mor » (מָר) désignant l'un des ingrédients composant l'encens qui était utilisé dans le Temple de Jérusalem, et qui est souvent traduit par myrrhe, pourrait être l'abréviation de Moriah[réf. non conforme].

### Selon Maïmonide

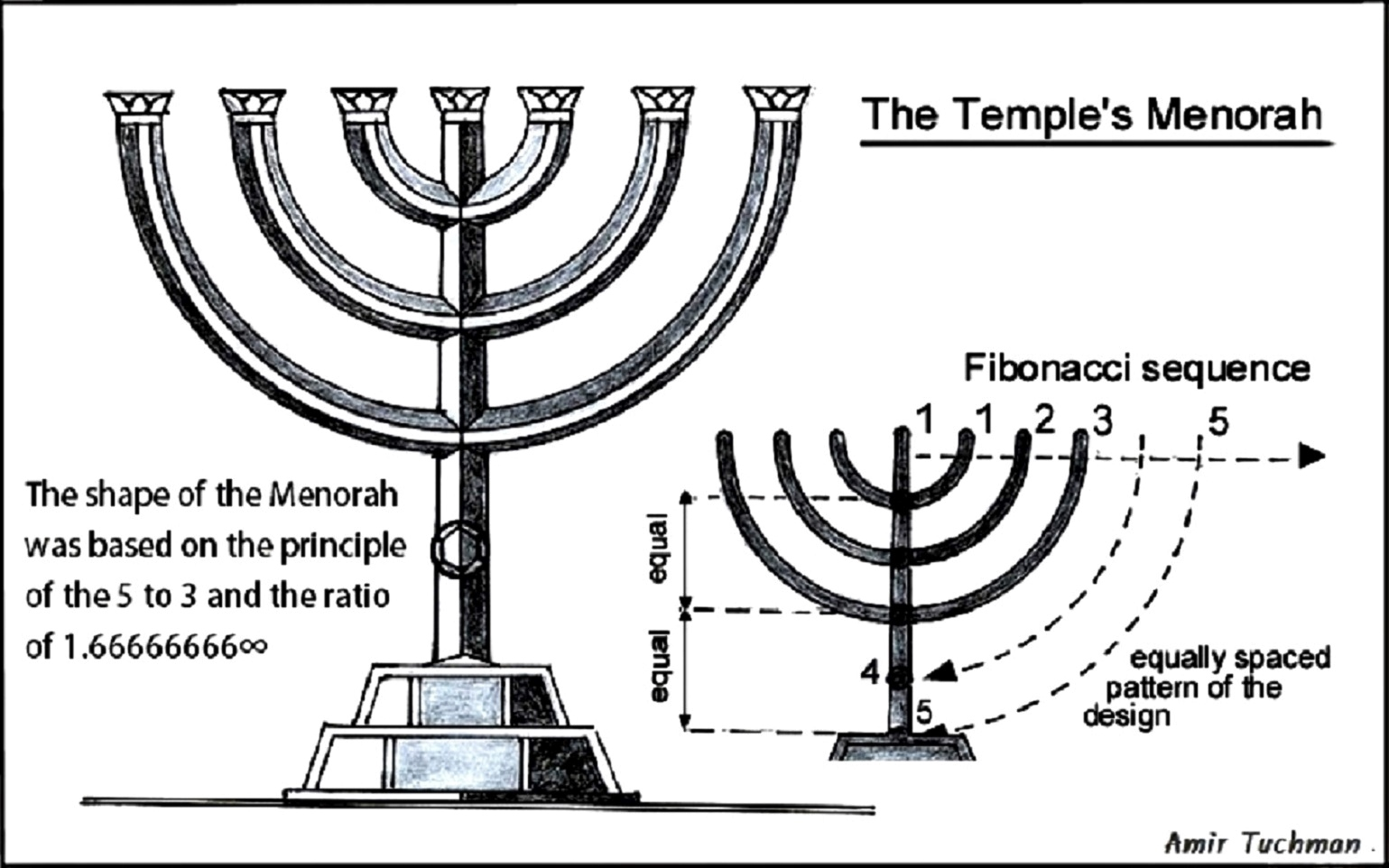
Structure de la Menorah du Temple.

Une variante en Y de cette forme fut dessinée par Maïmonide dans l'un de ses traités midrashiques : trois branches droites à l'est, trois à l'ouest et une au centre. Cette forme en Y, selon la Kabbale, devait rappeler les Sept branches du delta du Nil ; et son huile sainte, les eaux sacrées du Nil qui ne devaient jamais manquer. La forme en Y a également été adoptée par le mouvement Loubavitch pour sa Hanoukkia.

### Selon Zacharie
Selon Zacharie, ces sept lampes sont les yeux de Dieu qui veillent sur toute la Terre (ceci est une interprétation ; les sept yeux semblent plutôt signifier l'omniscience de Dieu). Toujours selon Zacharie, le chandelier à sept branches est encadré de deux oliviers qui fournissent l’huile aux lampes. Victor Klagsbald a rédigé une analyse symbolique de l'objet dans son article « La menorah et le vêtement de Dieu » dans À l'ombre de Dieu : dix essais sur la symbolique dans l'art juif, paru en 1997 aux Éditions Peeters.

### Selon Rachi

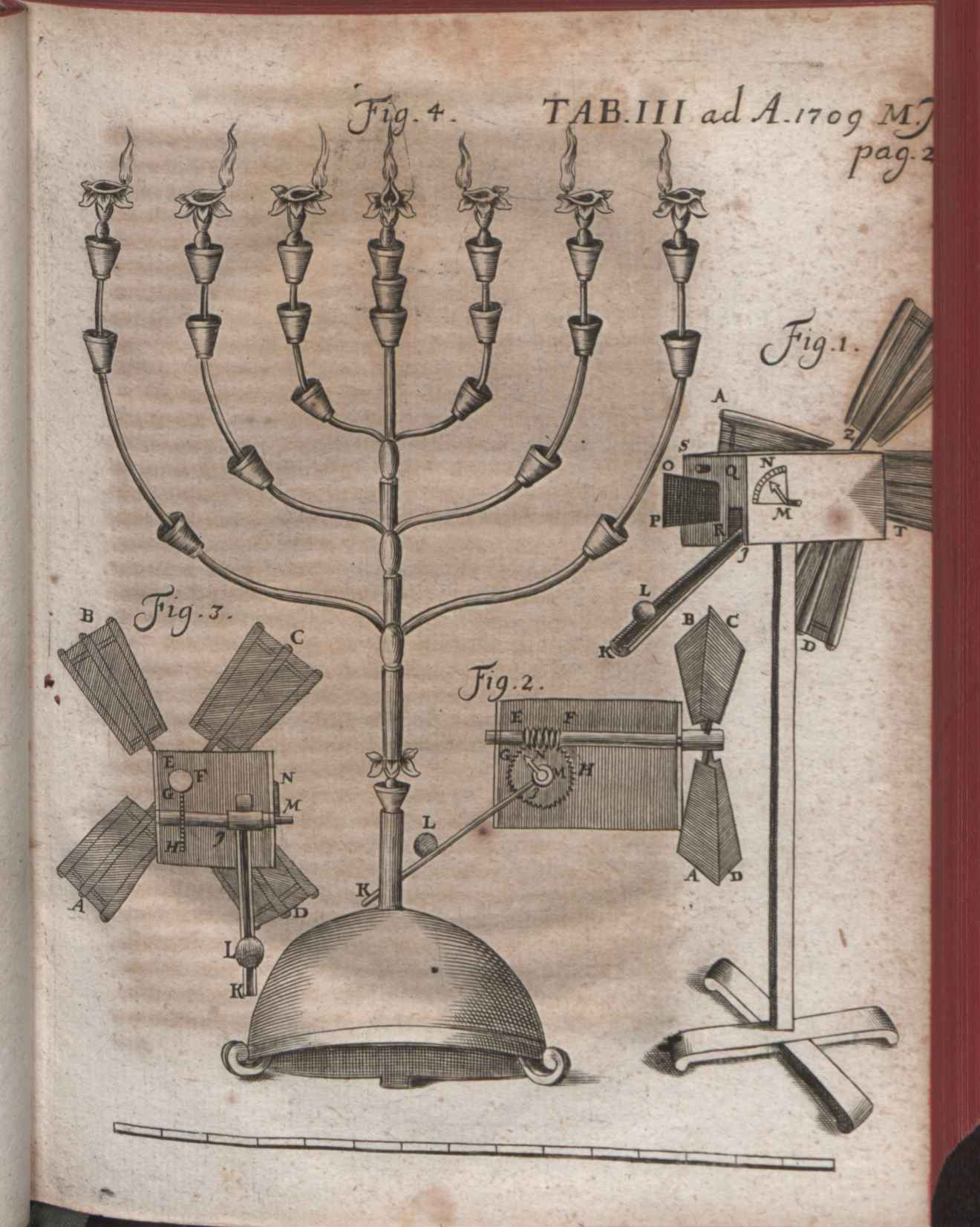
Illustration de menorah publiée dans Acta Eruditorum, 1709.

Rachi a écrit : Sortent de ses côtés de part et d’autre et en oblique, s’étirant en longueur jusqu’au niveau de la menorah elle-même, à savoir jusqu'à la hauteur de sa tige centrale. Les branches prenaient naissance sur la tige centrale, l’une au-dessus de l’autre, celle du dessous étant la plus longue et celle du dessus la plus courte. Il fallait en effet que tous leurs sommets se situent à la même hauteur que celui de la tige centrale, la septième, d’où sortaient les six autres branches. 

### Autres interprétations
Mais, le chandelier à sept branches serait aussi un équivalent, et un héritier, de l’« arbre babylonien de la lumière » (cf. aussi l'étude de Léon Yarden sur le sujet). Certains se demandent aussi si la menorah ne dérive pas d’un antique « arbre sacré », ce qui expliquerait sa forme arrondie dans le Temple détruit par Titus. Contrairement à la forme plus fréquente de la menorah, la tradition juive (Maïmonide dans son célèbre dessin et Rachi dans son commentaire sur le livre de l'Exode) suggère plutôt une forme selon laquelle les six branches seraient des diagonales droites.
Flavius Josèphe écrit : « On lui a donné autant de branches qu’on compte de planètes avec le soleil ». C’est une « imitation de la sphère céleste archétype » selon Philon.
Clément d'Alexandrie considérait le chandelier à sept branches comme un équivalent de la croix du Christ.
Aujourd'hui, la menorah est aussi l'emblème de l'État d'Israël, car comme l'étoile de David, la menorah est un symbole de l'identité juive. Ainsi, les voitures officielles des Présidents israéliens ont sur leur plaque d’immatriculation comme unique inscription une menorah.
La menorah se retrouve également sur la page de couverture du passeport Israëlien.

## Galerie

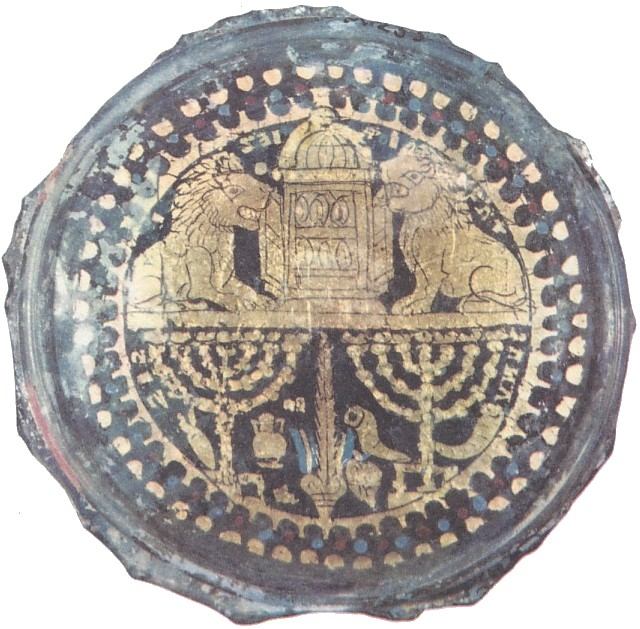
Fond de gobelet avec menorot et lions de Juda, Rome, IIe siècle. apr. J.-C.
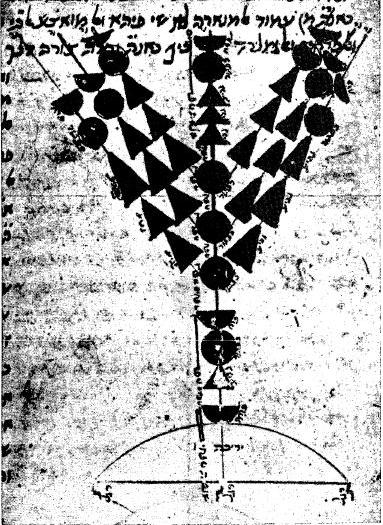
Menorah en Y dessinée par Maimonides, XIIe siècle.
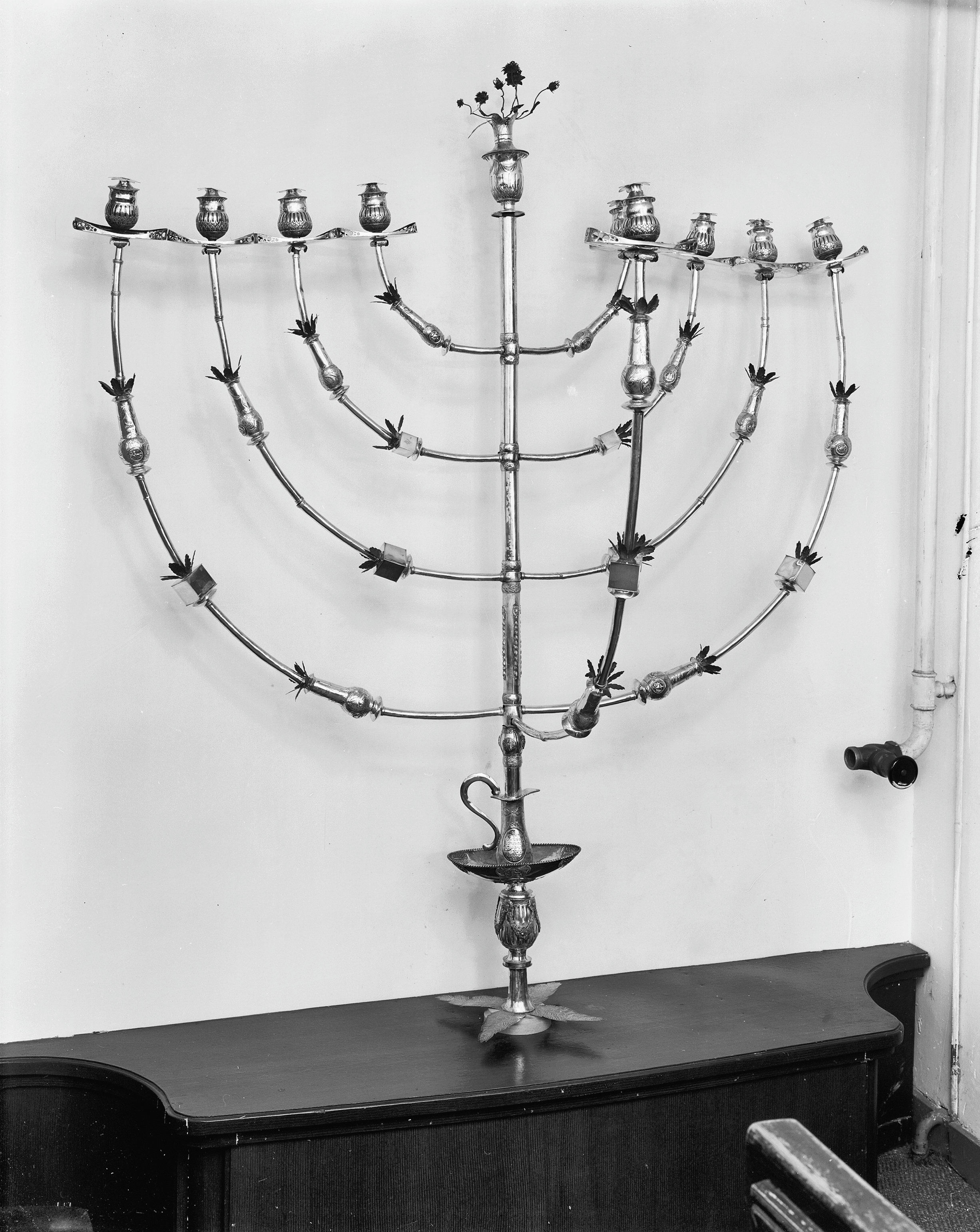
Menorah de Leeuwarden, Pays-Bas.
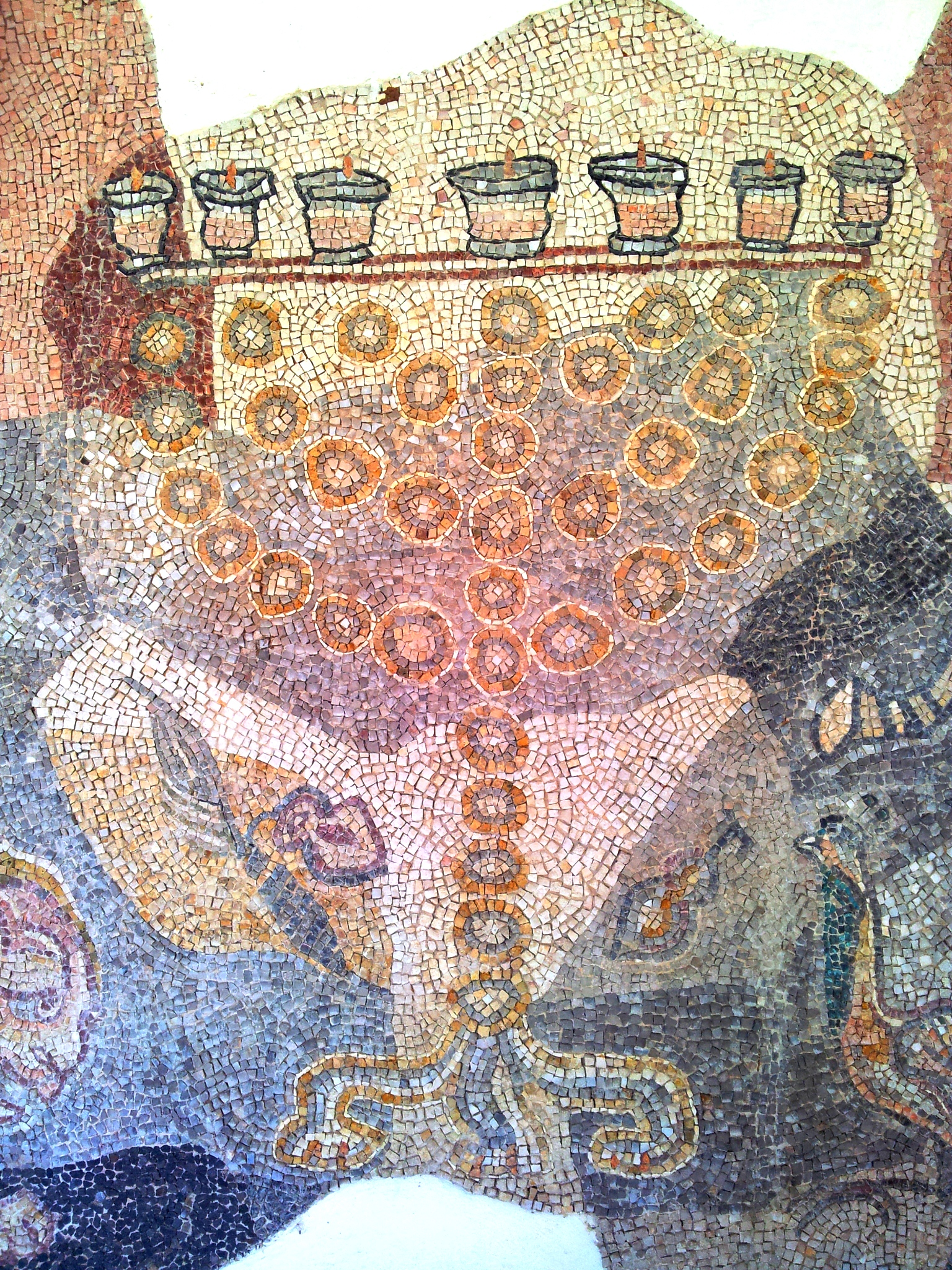
Mosaïque de Givat Ram, Israël.
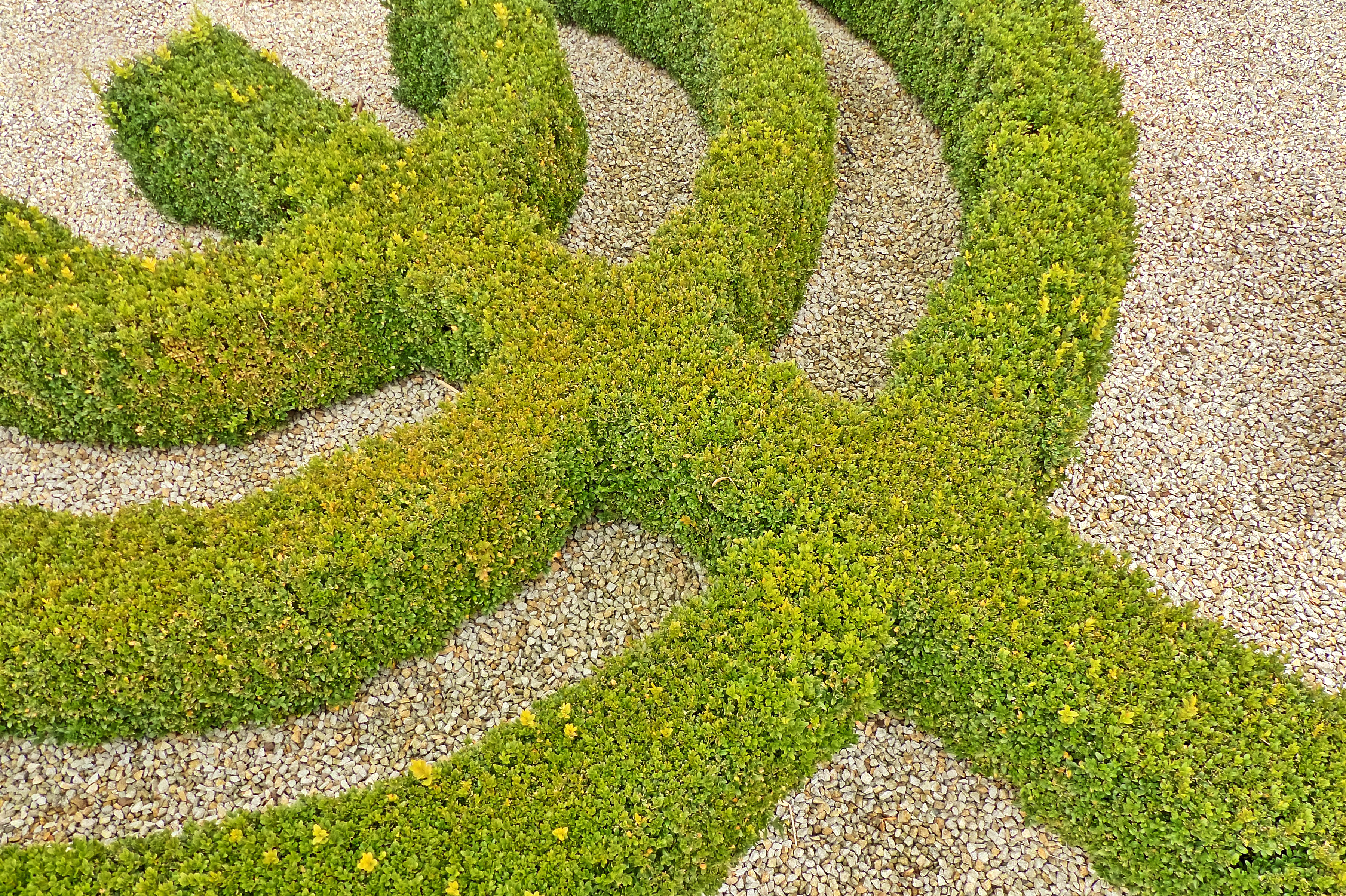
Menorah végétale, « Jardin biblique » de Proszowice, Pologne.
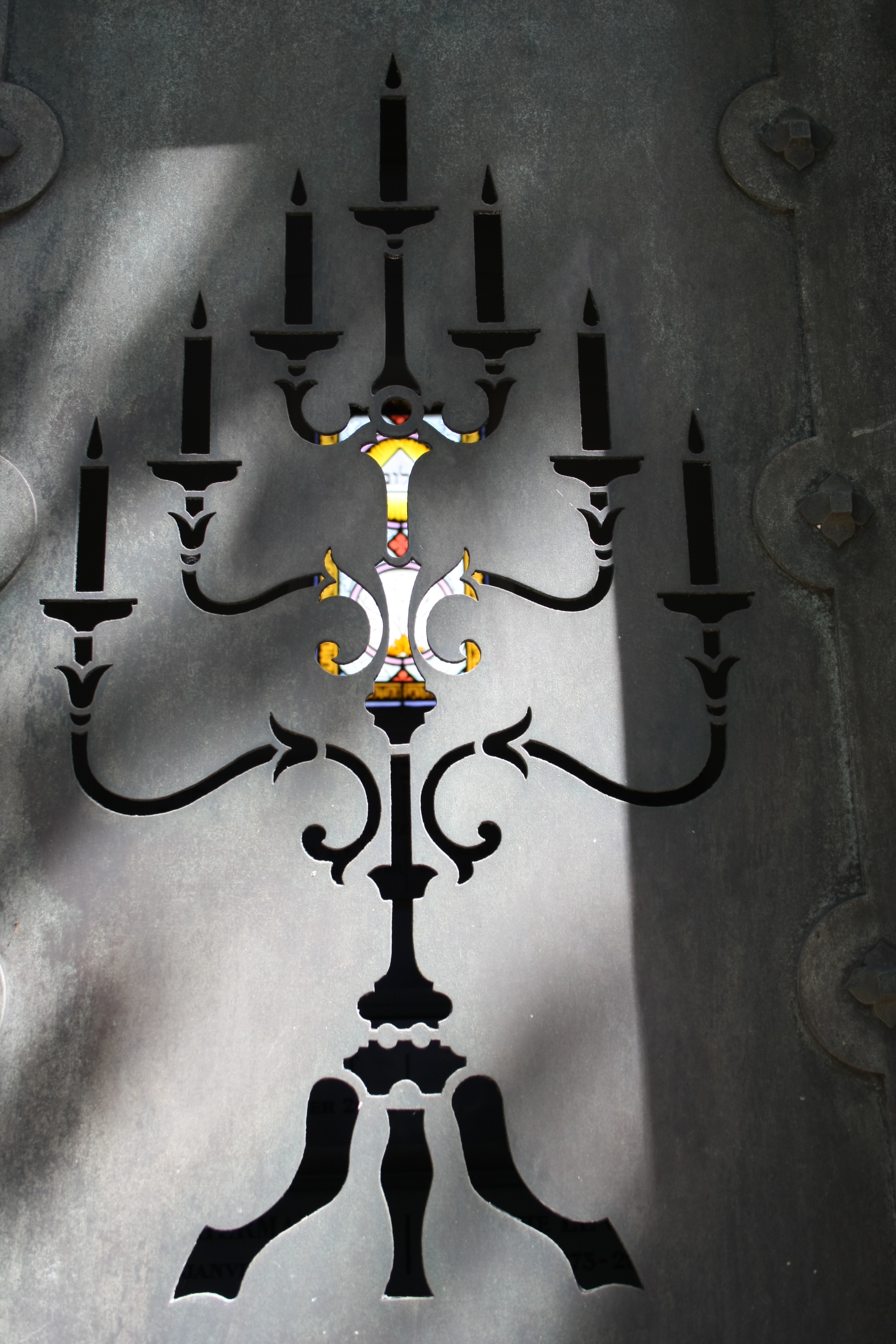
Menorah sur la porte en fonte d'une tombe, cimetière du Montparnasse, Paris.
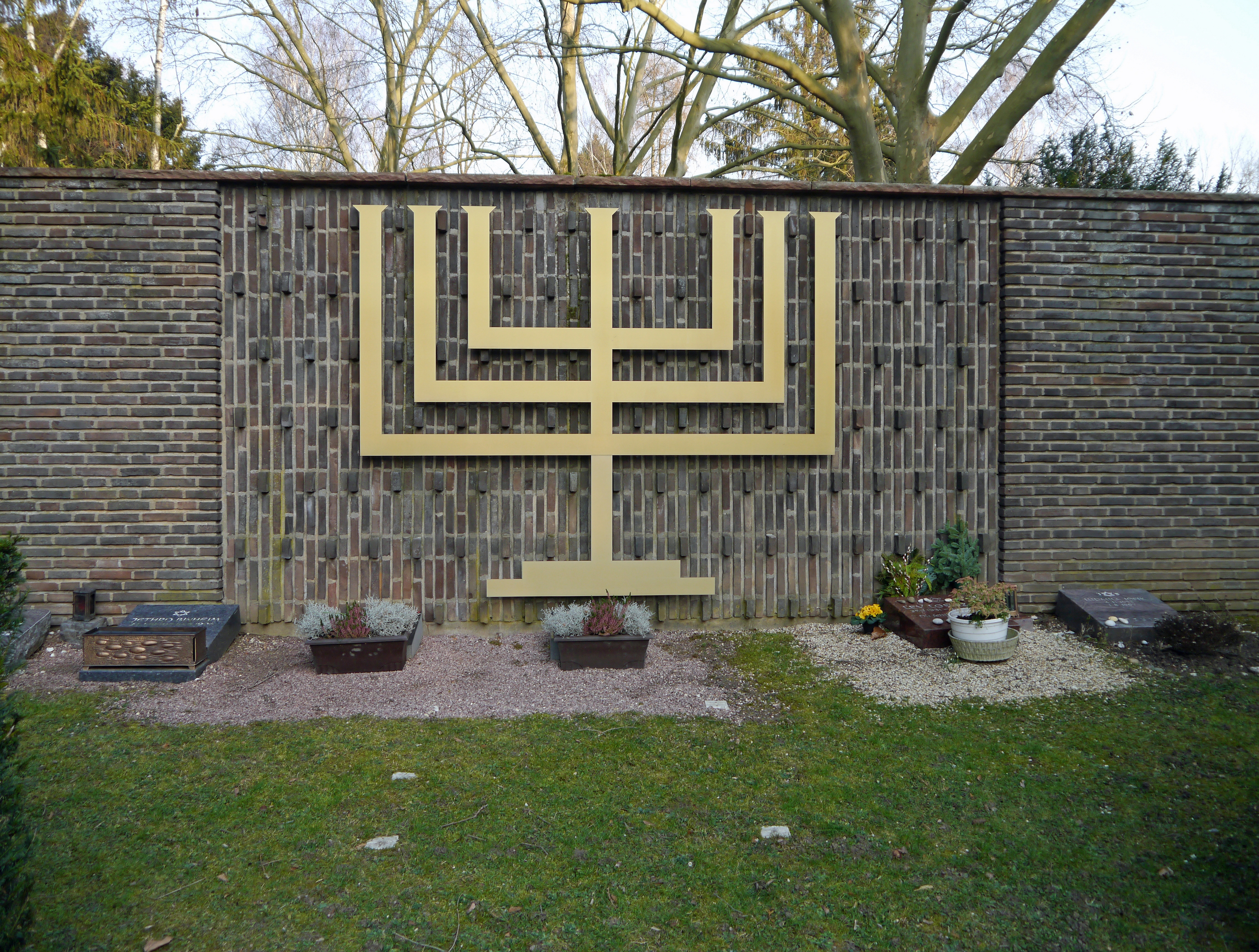
Menorah au cimetière de Francfort-sur-Main, Allemagne, XXe siècle.
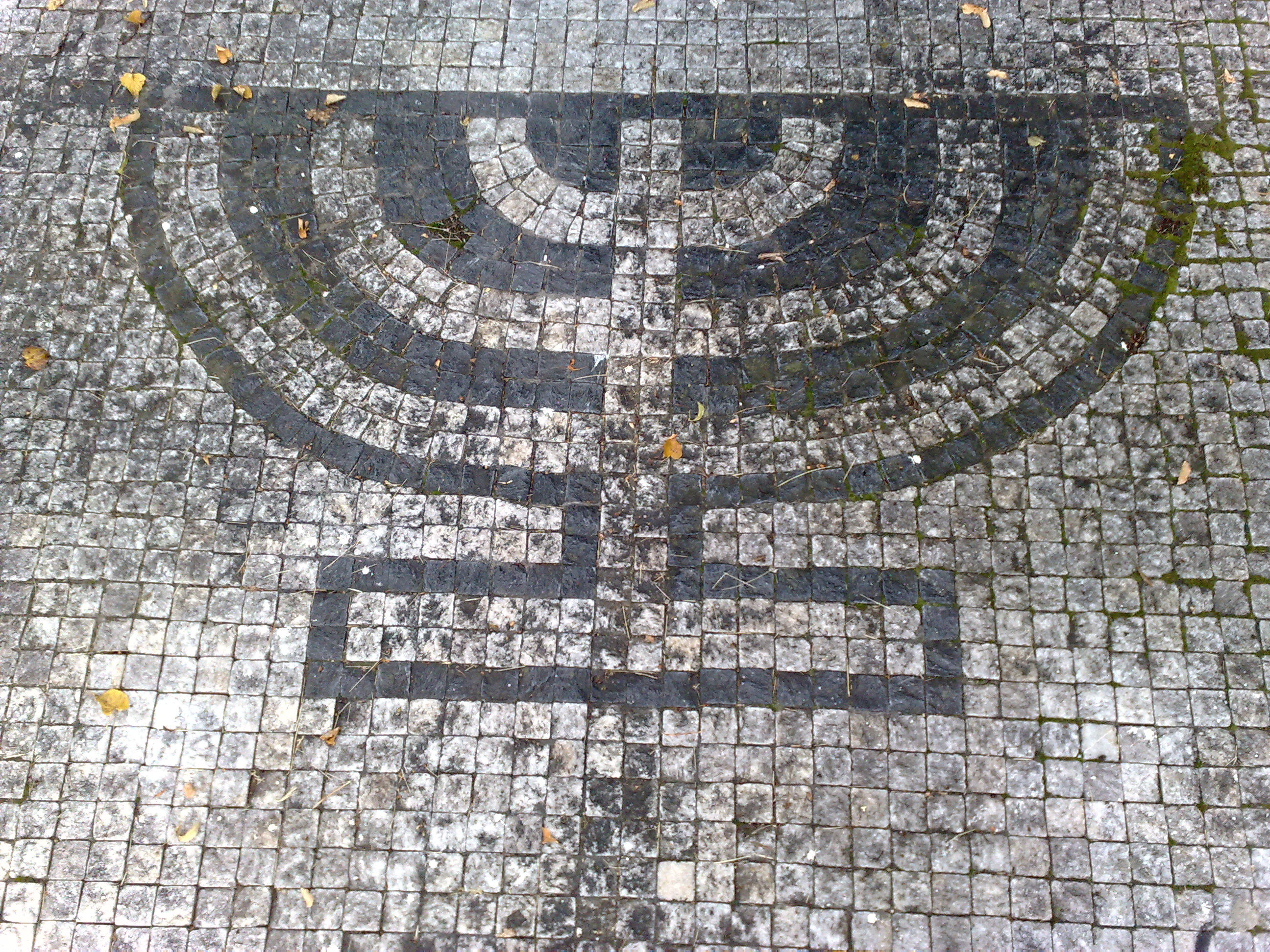
Menorah sur pavés, mémorial de l'Holocauste, République tchèque, XXe siècle.
Passeport Israëlien avec Menorah

## Titres de presse
- Le Menorah Journal, émanation de la Harvard Menorah Society, une organisation étudiante formée sur le campus de Harvard en 1906, est une publication américaine lancée en 1915 à l'initiative de Henry Hurwitz. Cette publication, une des plus importantes revues juives américaines, connaît 147 éditions jusqu'en 1962.

- Menorah, revue parisienne bimensuelle publiée entre 1922 et 1933, est l’une des premières revues juives de langue française. Créée par Jacques Cahmy et M. O. Camhy, deux Juifs sépharades actifs dans le mouvement sioniste international, la revue fut financée à ses origines par Chaim Weizman. C'était principalement une revue culturelle juive, abondamment illustrée, faisant entendre des engagements sionistes jusqu'alors peu représentés en France[9].

- Une revue culturelle germanophone paraît à Vienne ainsi qu'à Berlin entre 1923 et 1932 : Menorah Jüdisches Famillienblatt für Wissenschaft Kunst und Literatur.

- En 1955, paraît en Belgique une revue littéraire, Menorah, avec pour devise « Pour le Judaïsme, avec Israël[10] ».

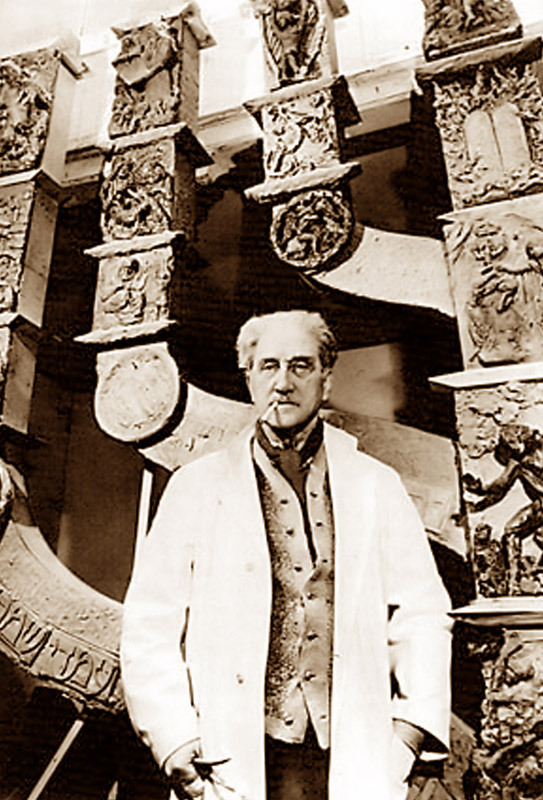
Benno Elkan devant son œuvre.

## LaMenorah de la Knesset
En 1956, la Grande-Bretagne fait don à l’État d’Israël (« pour le plus vieux et le plus jeune Parlement ») de l’œuvre du sculpteur Benno Elkan qui, face à sa production artistique prolifique, écrit : « Tout doit être mis au second plan derrière cette œuvre de ma vie ». Les différentes tiges sont ornées de vingt-neuf bas-reliefs illustrant l'histoire d'Israël depuis Abraham jusqu'à la création de l’État en 1948.
Cette sculpture monumentale, connue sous le nom de Menorah de la Knesset, est placée devant la Knesset, le Parlement israélien, à Jérusalem.